# Buscherheide

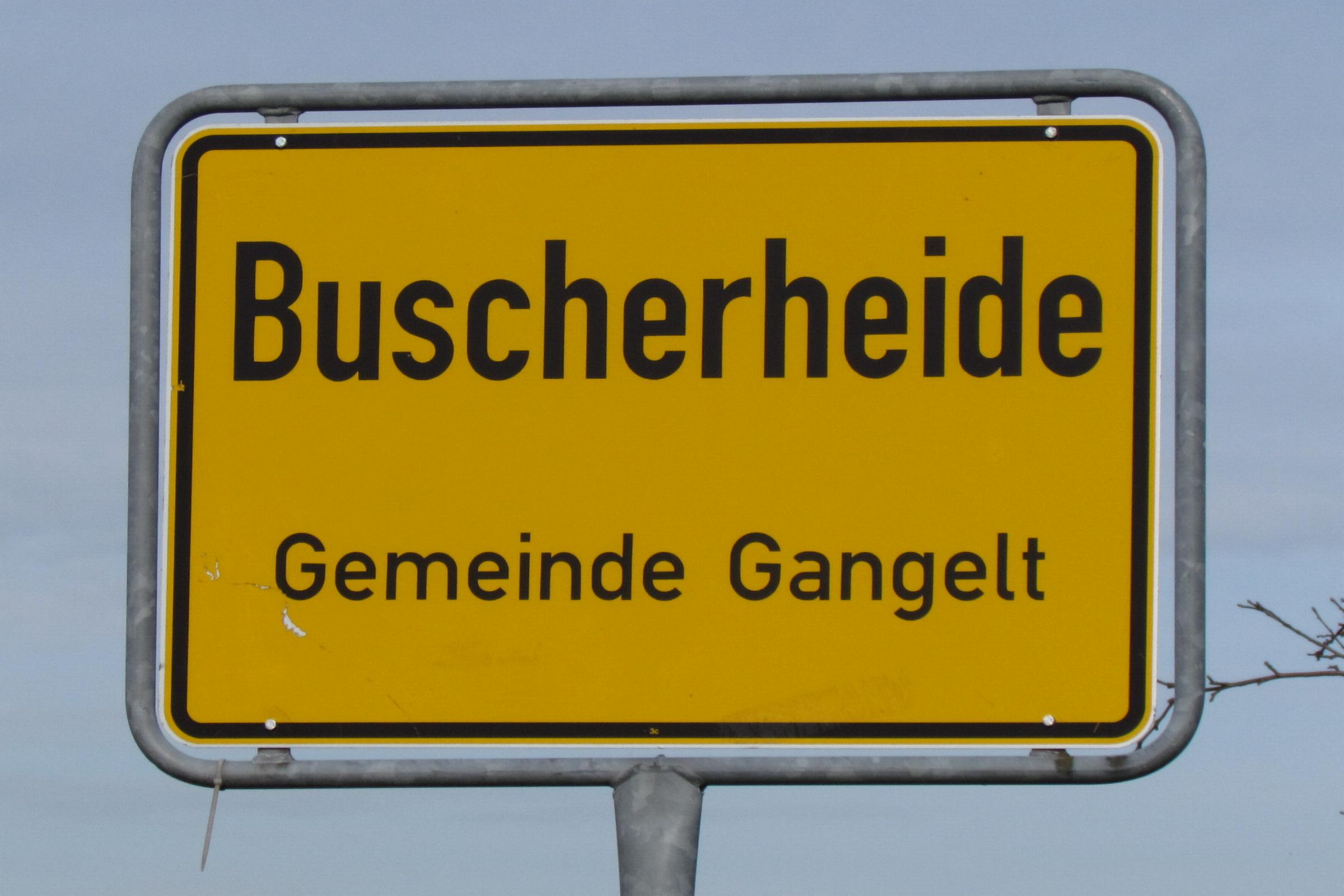
Ortsschild

Buscherheide ist ein Ortsteil der Gemeinde Gangelt im Kreis Heinsberg in Nordrhein-Westfalen.

## Geographie

### Lage
Buscherheide liegt etwa vier Kilometer nördlich von Gangelt. In der Nähe des Ortes am Saeffeler Bach befindet sich das Naturschutzgebiet Höngener- und Saeffeler Bruch.

### Gewässer
Bei Starkregen und bei Schneeschmelze fließt das Oberflächenwasser aus den Bereich Buscherheide in den Saeffeler Bach (GEWKZ 2818222) und dann weiter über den Rodebach in die Maas. Der Saeffeler Bach hat eine Länge von 12,747 km bei einem Gesamteinzugsgebiet von 47,479 km².

### Nachbarorte
| Broichhoven   | Brüxgen                                     | Breberen   |
| Großwehrhagen | Kompassrose, die auf Nachbargemeinden zeigt | Langbroich |
| Hastenrath    | Gangelt                                     | Schümm     |

### Siedlungsform
Buscherheide ist ein beidseitig bebautes Straßendorf im Tal des Saeffeler Bachs.

## Geschichte

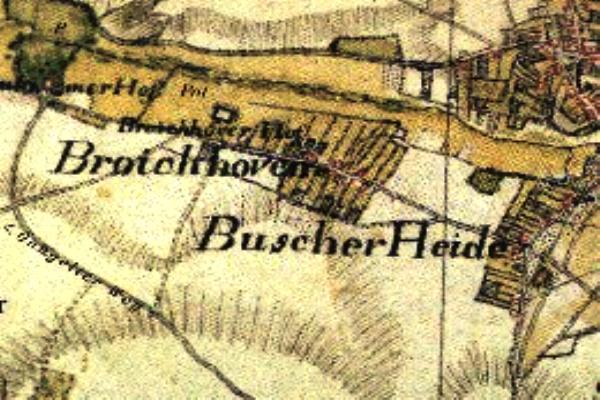
Buscherheide auf der Tranchotkarte 1803–1820

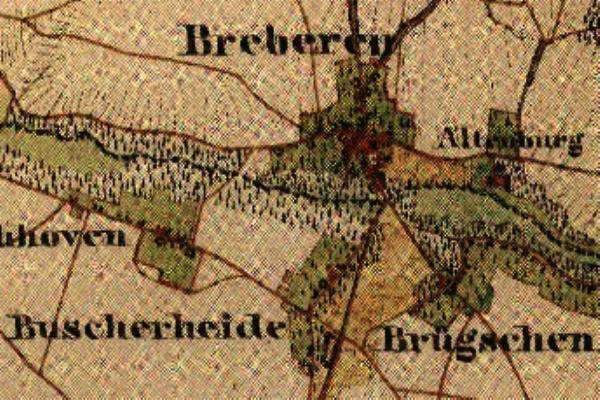
Buscherheide auf der Urkatasterkarte von 1846

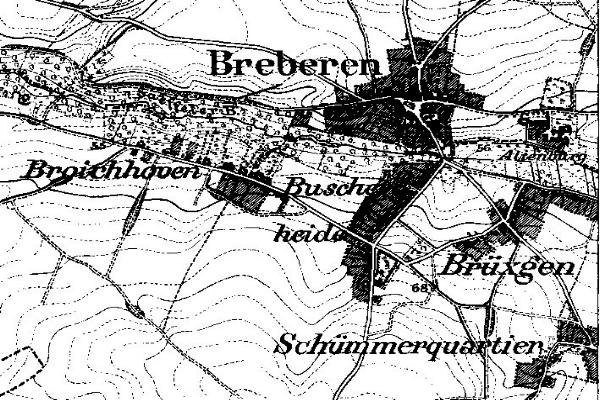
Buscherheide auf der Neuaufnahme von 1912

### Ortsname
- 1465 Boscherhoff
- 1581 auf der Heiden
- 1820 Buscher Heide
- 1846 Buscherheide

### Ortsgeschichte
Buscherheide gehörte früher zum Jülicher Amt Millen. Die Siedlung entstand wahrscheinlich als Einzelhof. Zu 1465 erwähnt Kritzraedt einen Rentbrief des Hofes.
Buscherheide hatte 1828 insgesamt 100 Einwohner, 1852 waren es 124 Einwohner. Buscherheide bildete nach dem Zweiten Weltkrieg mit den Orten Breberen, Broichhoven, Nachbarheid und Schümm die Gemeinde Breberen-Schümm. Zuvor war Buscherheide Teil der Gemeinde „Schümmerquartier“ (Schümm). Mit dem Gesetz zur Neugliederung von Gemeinden des Selfkantkreises Geilenkirchen-Heinsberg vom 24. Juni 1969 wurde die Gemeinde Breberen-Schümm zum 1. Juli 1969 in die Gemeinde Gangelt eingegliedert. Rechtsnachfolgerin ist die Gemeinde Gangelt.

### Kirchengeschichte

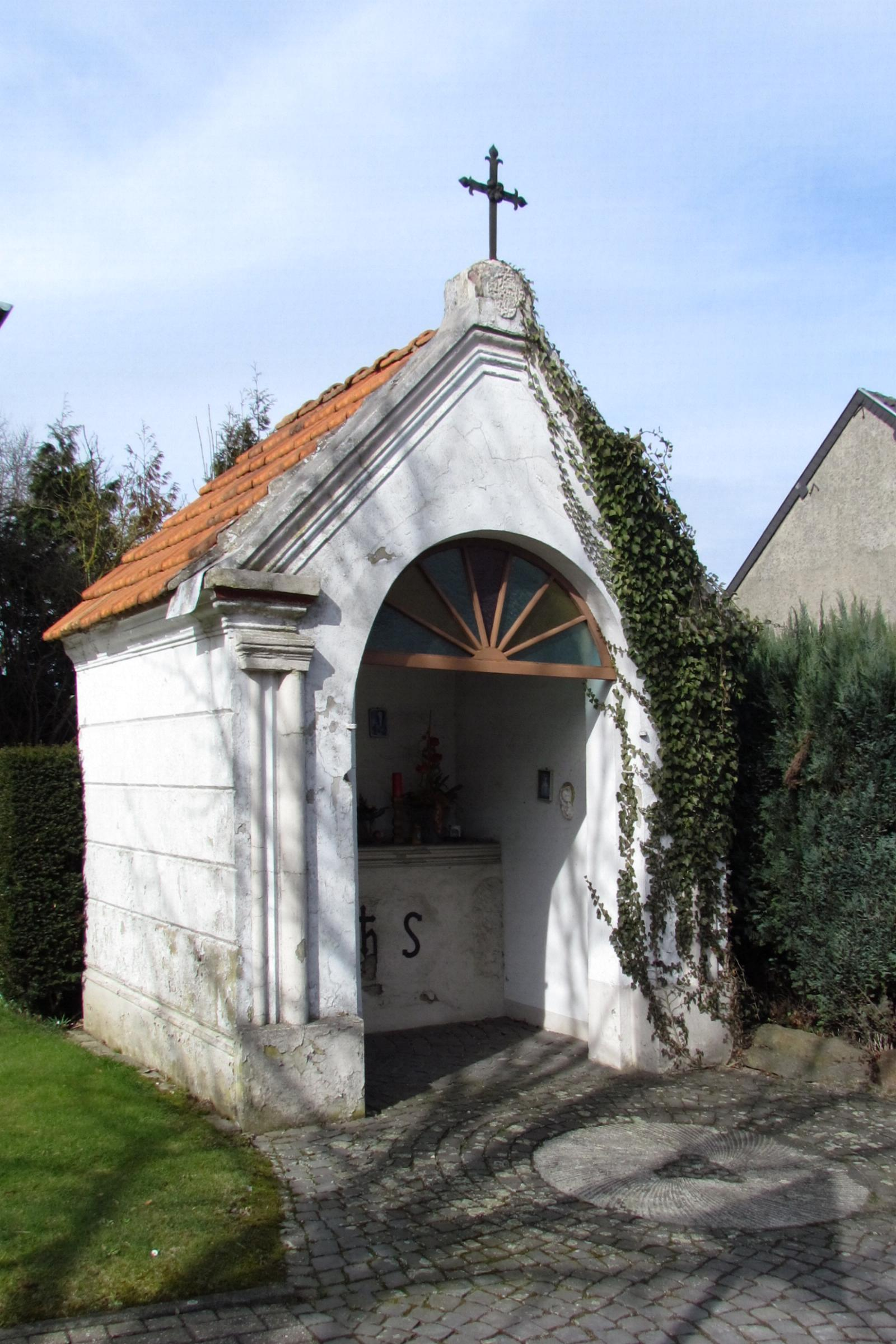
Kapelle in Buscherheide

Die Pfarre St. Maternus Breberen umfasst die Orte Breberen, Broichhoven, Brüxgen, Buscherheide, Nachbarheid und Schümm. Die Bevölkerung dort besteht zum größten Teil aus Katholiken.
Die Pfarre wird urkundlich 1079 erwähnt. Die Herren von Millen waren die Grundherren. 1282 wurde die Grundherrschaft an die Herren von Heinsberg verkauft. Damit war auch das Patronat der Kirche verbunden. 1492 wurde die Kirche dem Heinsberger Gangolfusstift, das auch den Zehnt besaß, inkorporiert. Nach der Zugehörigkeit zum Bistum Lüttich, dem Erzbistum Köln und heute dem Bistum Aachen gehört Breberen seit 1925 zum Dekanat Gangelt. Die heutige Kirche wurde um 1830 erbaut und am 18. Oktober 1944 gesprengt. 1954 wurde die Kirche mit einer neuen Fassade und einem Westturm neu aufgebaut.
Im Zuge der Pfarrgemeindereformen im Bistum Aachen wurde die ehemals eigenständige katholische Pfarrgemeinde St. Maternus Breberen in die Weggemeinschaft der katholischen Pfarrgemeinden Gangelt eingegliedert.

### Schulwesen
- Volksschule Brüxgen, 1925: 2 Klassen, 2 Stufen, 1 Lehrer, 1 Lehrerin, 84 Kinder
- Volksschule Breberen-Schümm 1965: 5 Klassen, 5 Lehrerstellen, 178 Kinder

## Politik
Gemäß § 3 (1) c) der Hauptsatzung der Gemeinde Gangelt bilden die Orte Breberen, Broichhoven, Brüxgen, Buscherheide, Nachbarheid und Schümm einen Gemeindebezirk. Der wird durch einen Ortsvorsteher im Gemeinderat der Gemeinde Gangelt vertreten. Ortsvorsteher des Gemeindebezirks ist Günther Dammers (Stand 2014).

## Infrastruktur

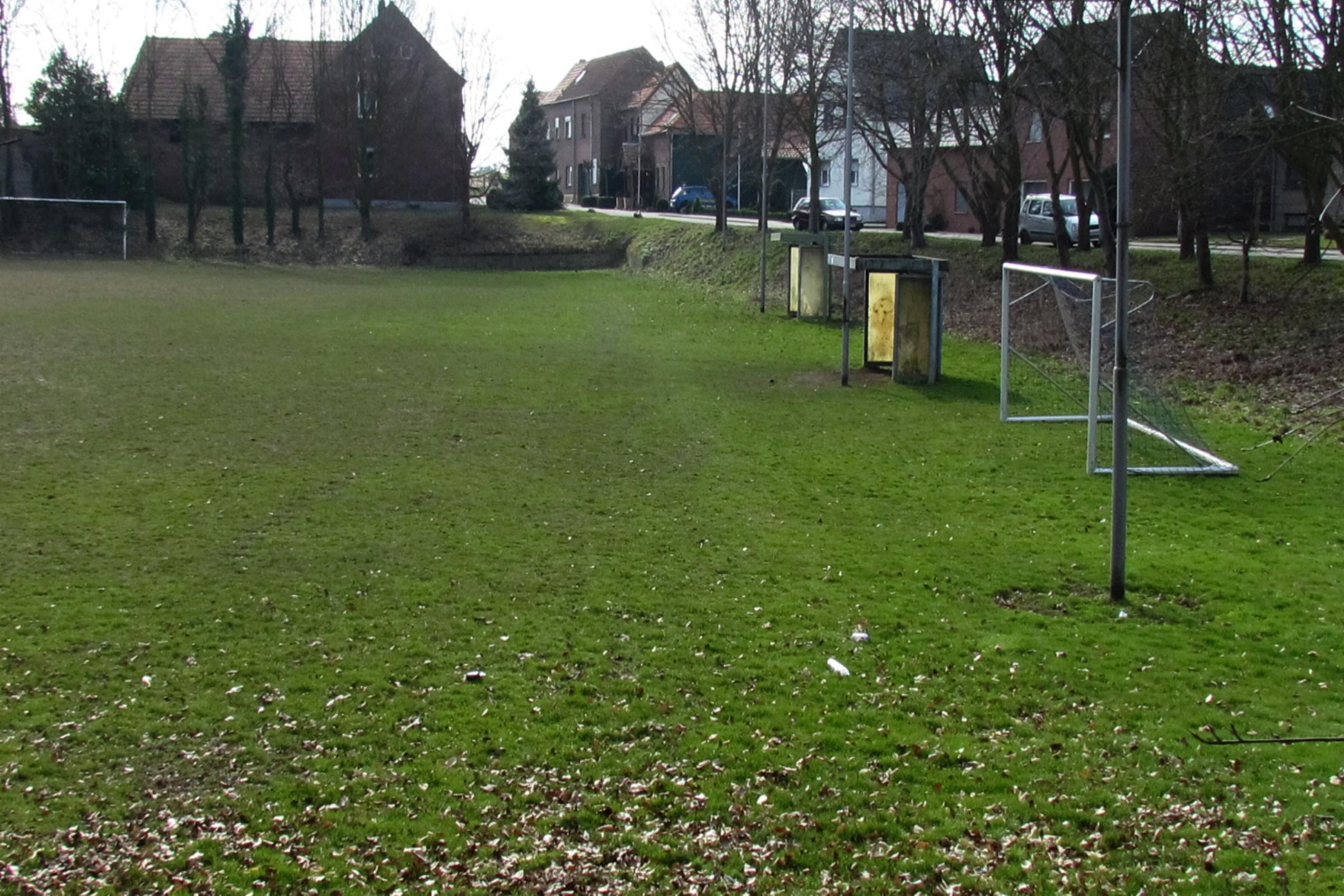
Sportanlage an der Schützenstraße

Infolge der über Jahrzehnte gewachsenen Ortsstrukturen gelten die Infrastruktur, die Sehenswürdigkeiten und die Vereine des Ortes Breberen auch für die Ortschaft Buscherheide.
- Im November 2010 lebten in Buscherheide 154 Personen.
- Es existieren mehrere Kleingewerbebetriebe.
- Die katholische Grundschule befindet sich in Breberen am Heidweg 2[8]
- Der private Kindergartenverein Lindenbaum Breberen e. V. steht an der Hochstraße 28[9]
- Der Sportplatz, das Feuerwehrhaus und die Festhalle sind für die Dörfergemeinschaft in Buscherheide gebaut.
- Der Ort hat Anschluss an das Radverkehrsnetz NRW.

## Sehenswürdigkeiten

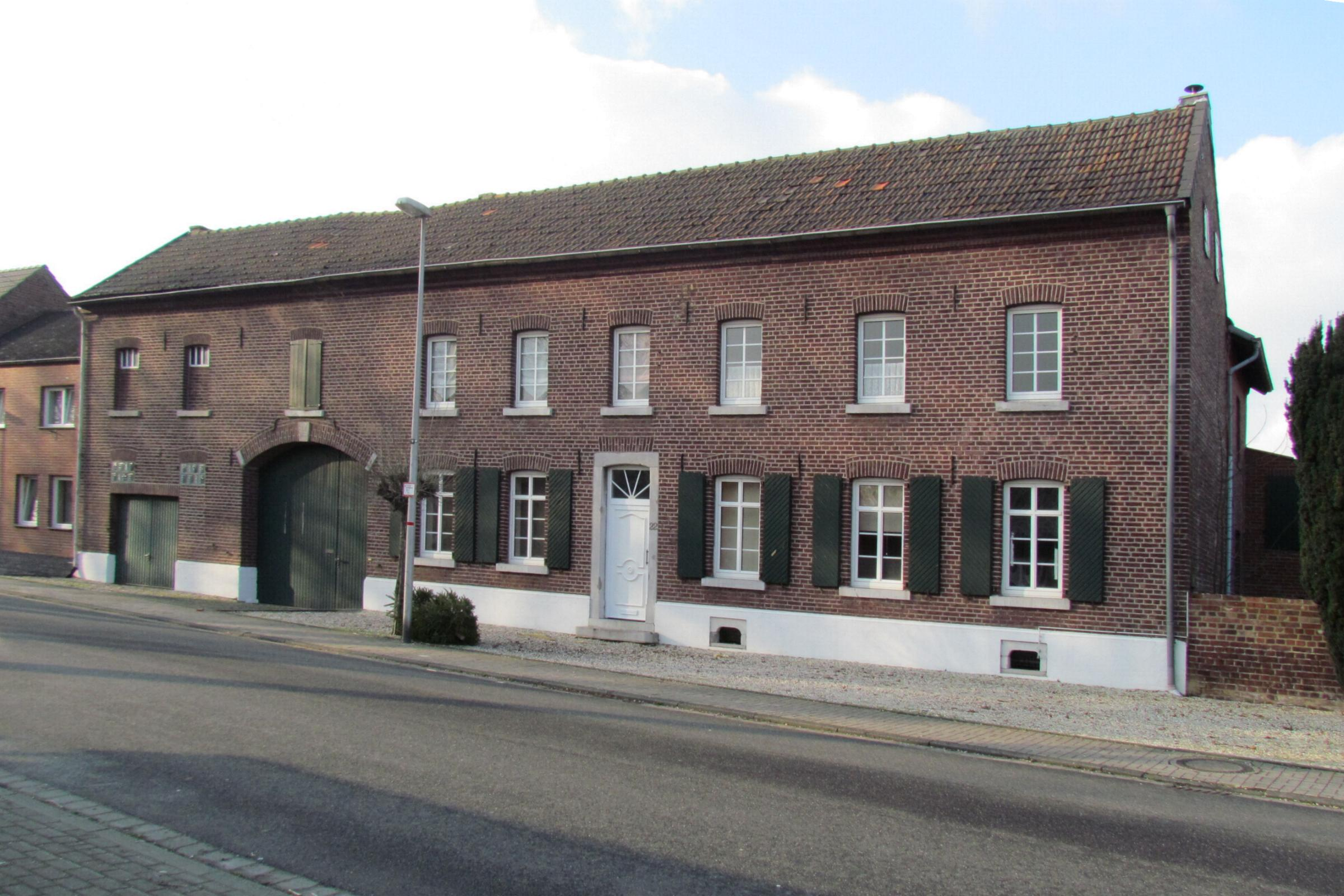
Denkmalgeschützte Backsteinhofanlage

- Katholische Pfarrkirche St. Maternus in Breberen als Denkmal Nr. 29
- Buntverglasung in der katholischen Pfarrkirche[10]
- Windmühle Breberen als Denkmal Nr. 30
- Haus Altenburg in Breberen als Denkmal Nr. 31
- Wasserpumpe an der Römerstraße als Denkmal Nr. 33
- Backsteinhofanlage als Denkmal Nr. 76

## Verkehr
Die nächstgelegene Bushaltestelle ist Breberen Grundschule, welche von den AVV-Linien 423 und 474 der WestVerkehr an Schultagen bedient wird. 
Zudem verkehrt der Multi-Bus seit dem 9. Juni 2024 kreisweit erweitert und zu einheitlichen Bedienzeiten. Mehr Informationen gibt es bei WestVerkehr.
| Linie | Verlauf |
| ----- | --- |
| 423   | (Stahe – Niederbusch) / (Kreuzrath – Birgden – Schierwaldenrath – Langbroich) – Birgden Schule oder Breberen Grundschule – (Schümm ←) Kievelberg – Hastenrath – Gangelt – Mindergangelt – Gangelt Bf – Vinteln – Langbroich                                                            |
| 474   | Heinsberg Busbf – (Aphoven – Laffeld –) Selsten – (Braunsrath – Löcken – Schöndorf – Obspringen – Brüggelchen) / Hontem – Waldfeucht – Bocket – Saeffelen / Abzw. Nachbarheid ← Breberen – (Harzelt ← Langbroich ←) (Kievelberg – Hastenrath) / (Brüxgen – Schümm) / Vinteln – Gangelt |

## Vereine
- Freiwillige Feuerwehr Gangelt, Löscheinheit Breberen zuständig auch für Buscherheide
- Vereinte Schützen e. V. Breberen-Brüxgen e. V.
- Trommler- und Pfeifercorps Breberen e. V.
- Instrumentalverein St. Josef Breberen-Schümm e. V.
- Sportverein 1920 SV Breberen e. V.
- Reit- und Fahrverein Breberen e. V.
- Breberener Karnevalsverein 84 e. V.
- Frauengemeinschaft Breberen e. V.
- Kirchenchor St. Cäcilia Breberen e. V.
- Jugendgruppe Breberen
- Sozialverband VdK Deutschland – Ortsverband Breberen

## Regelmäßige Veranstaltungen
- Vogelschuss der Bruderschaft
- Patronatsfest und Kirmes in Breberen
- St. Martin-Umzug in Buscherheide

## Straßennamen
In Buscherheide gibt es keine Straßenbezeichnungen, sondern nur Hausnummern, nach denen sich Einwohner, Postboten, Lieferanten und Besucher orientieren müssen.